# Amado Azar
Amado Azar (* 31. Dezember 1913 in Córdoba; † 11. April 1971) war ein argentinischer Boxer im Mittelgewicht und Silbermedaillengewinner der Olympischen Sommerspiele von 1932 in Los Angeles. Er ist der jüngere Bruder des Profiboxers Jorge Azar.
Amado Azar erreichte bei den 10. Olympischen Sommerspielen in Los Angeles das Finale im Mittelgewicht, wo er dem Amerikaner Carmen Barth nach Punkten unterlag. Im Halbfinale hatte er den Franzosen Roger Michelot und im Viertelfinale den Italiener Aldo Longinotti besiegt.
1933 begann er eine Karriere als Profiboxer und bestritt 66 Kämpfe, von denen er 53 gewann und 7 Unentschieden gewertet wurden. Den spanischen Europameister Ignacio Ara besiegte er mehrfach. Zudem schlug er den Europameister Jose Martínez Valero. Vier seiner sechs Niederlagen erlitt er gegen seinen Landsmann Raul Rodriguez. 1945 beendete er seine Profilaufbahn mit einem Punktesieg gegen Young John Herrera, der ihn in sieben Begegnungen nicht schlagen konnte.